# And I Love Her
〈And I Love Her〉는 폴 매카트니가 쓰고 영국의 록 밴드 비틀즈가 녹음한 곡이다. 그들의 세 번째 정규 음반 《A Hard Day's Night》의 다섯 번째 트랙으로 사용되었으며, 이후 미국 캐피틀 사에서 〈If I Fell〉과 함께 싱글로 엮어 1964년 7월 20일 발표해 비틀즈 핫 100에서 12위에 올랐다. 비틀즈는 이 노래를 애비 로드 스튜디오 이외의 장소에서는 한 번 공연한 게 전부다. 그날은 1964년 7월 14일 BBC 탑 기어 라디오 방송에서였고, 양일간 방송됐다.

## 작곡
이 노래는 대다수는 폴 매카트니가 작곡했다. 존 레논은 자신의 플레이보이 인터뷰에서 자신의 주된 기여는 미들 에이트 섹션이라고 말했다.("A love like ours/Could never die/As long as I/Have you near me"). 비틀즈의 출판권자 딕 제임스 또한 이 주장에 힘을 실었다. 그는 미들 에이트가 녹음 도중 조지 마틴의 제안으로 추가되었음을 증언했다. (《Anthology 1》의 초기 테이크를 들어보면 미들 에이트가 나타나지 않는다.) 제임스의 말에 따르면, 레논은 잠시 휴식할 것을 부탁한 뒤 "[레논과 매카트니가] 30분 안에 썼어요... 굉장히 상업적인 곡에 굉장히 건설적인 미들이 생겼죠."
한편, 매카트니는 이렇게 주장한다. "미들 에이트는 제 것입니다... 제 힘으로 써낸 것이었죠. 제가 말하건데 존이 미들 에이트를 도와주었다곤 할 수 있어도, '내 것이다'라고 할 순 없어요" 그는 또한 말한다. "제목의 'And'는 굉장히 중요한 것이에요. 'And I Love Her'는 왼쪽에서 갑작스레 튀어나오죠. 당신은 곡을 들으면서 언제 나오나 궁금할 거예요." "제목은 두 번째 절부터 나오는데 반복되지 않아요. 당신은 제목에 많은 의미를 부여하겠지만, 이건 그저 여담에 가까워요. 'Oh . . . and I love you.'" 매카트니는 "곡을 전혀 상상치 못한 것으로 바꾸었다"면서 조지 해리슨이 곡의 상징적인 기타 리프 제작에 공이 있다고 말한다.
매카트니는 곡을 "첫 발라드라 자신에게 깊은 인상을 남겼다"고 했고, 레논은 매카트니의 첫 〈Yesterday〉라고 불렀다.

## 녹음[6]
비틀즈는 곡을 제2 애비 로드 스튜디오에서 삼일에 걸쳐 녹음했다. 조지 마틴이 프로듀서, 노먼 스미스가 엔지니어로 합류했고, 두 번째 엔지니어는 리처드 랭엄이었다.

### 첫 날
1964년 2월 25일 화요일 오후 2:30시에 영화 《하드 데이즈 나이트》의 사운드트랙과 동명의 정규 음반 제작을 위해 세션이 시작됐다. 두 테이크가 녹음됐다. 이중 첫 테이크는 미완성이지만 다음 두번 째 테이크는 완성됐다. 하지만, 비틀즈는 가벼운 터치가 필요함을 느꼈다. 테이크 2는 《Anthology 1》에 담겨 1995년 세상에 모습을 들어냈다. 이 버전에는 미들 에이트가 없다.
당일 세션의 기악 편성은 이렇다.
- 폴 매카트니 – 리드 보컬, 복스 AC-100 베이스 앰프에 연결한 1963년 호프너 500/1 베이스 기타
- 존 레논 – 복스 AC-50 기타 앰프에 연결한 1964년 리켄배커 325 일렉트릭 기타
- 조지 해리슨 – 복스 AC-50 기타 앰프에 연결한 1964년 리켄배커 360-12 12현 일렉트릭 기타
- 링고 스타 – 루드비히 드럼 키트

### 둘째 날
다음날인 2월 26일 수요일 오후 7:00–10:00 사이에 17 테이크 (테이크 3–19)를 녹음했다. 세션 도중에 스타는 자신의 드럼과 봉고, 클라브스를 교대로 연주했다. 비틀즈는 아직까지 만족하지 못했다. 이날 세션은 차를 마시는 휴식 시간 때문에 중단되었고 동시에 미들 에이트를 썼다. 테이크 11은 앤솔로지 시리즈의 에피소드 8에서 잠시 들을 수 있다.
당일과 셋째 날 세션의 기악 편성은 이렇다.
- 폴 매카트니 – 리드 보컬, 복스 AC-100 베이스 앰프에 연결한 1963년 호프너 500/1 베이스 기타
- 존 레논 – 복스 AC-50 기타 앰프에 연결한 해리슨의 1962 깁슨 J-160E 어쿠스틱 일렉트릭 기타
- 조지 해리슨 – 1964년 호세 라미레즈 기타라 드 이스튜디오 클래식 기타
- 링고 스타 – 루드비히 드럼 키트, 봉고, 클라브스

### 셋째 날
2월 27일 목요일 오전 10시부터 두 테이크(테이크 20–21))를 녹음했다. 테이크 20은 기본 트랙으로 사용되었고, 트랙 21에는 매카트니의 더블트래킹 리드 보컬과 스타의 클라브스를 오버더빙했다.

## 믹싱과 발표
모든 믹싱은 테이크 21로 했다.

### 모노 리믹스 1
초창기 모노 믹스는 애비 로드 스튜디오 제1 조정실에서 3월 3일 화요일에 있었다. 이날 세션에서 마틴과 스미스가 각각 프로듀서와 엔지니어로 회동했다. 두 번째 엔지니어는 A.B. 링컨이다. 믹싱에는 매카트니의 싱글트레킹 보컬과 더블 트래킹에서 잘 된 부분을 선정하여 사용했다. 믹싱본은 캐피틀과 유나이티드 아티스츠에 6월 9일 보내졌고, 미국판 모노 《A Hard Day's Night》에 실려 1964년 6월 26일 금요일 출시된다. 스테레오 버전에는 가짜 스테레노가 쓰였다. 믹싱본은 캐피틀 음반 모노 《Something New》에 수록돼 1964년 7월 20일 월요일 출시되었다. 또한 《하드 데이즈 나이트》에서도 쓰였지만 낮은 음조에 더 느리다.
현재 《Capitol Albums Volume 1》에서 구할 수 있다.

### 모노 리믹스 2
두 번째 모노 믹스는 애비 로드 스튜디오 제1 조정실에서 6월 22일 월요일 제작됐다. 마찬가지로 마틴과 스미스가 각각 프로듀서와 엔지니어로 회동했다. 두 번째 엔지니어는 제프 에머릭이다. 이 믹스에서 첫 두 마디와 세 번째 구절을 제외하면 매카트니의 보컬에는 모두 더블트래킹 버전을 사용했다. 믹싱본은 영국에서 모노로 출시된 《A Hard Day's Night》에 담겨 1964년 7월 10일 금요일 출시됐다.
현재 《The Beatles in Mono》 박스 세트에서 구할 수 있다.

### 스테레오 믹스
노래의 스테레오 믹스는 모노 리믹스 2를 제작한 뒤 같은날 바로 제작했다. 여기에서는 이전과 마찬가지로 첫 두 마디와 세 번째 구절을 제외하면 매카트니의 보컬에는 모두 더블트래킹 버전을 사용했다. 이 믹싱본은 1964년 7월 10일 발표된 금요일 영국판 스테레오 《A Hard Day's Night》에 실려 나온다. 또한 《Something New》의 스테레오 버전에 실려 1964년 7월 20일 발표된다.
현재 《Capitol Albums Volume 1》 박스 세트에서 구할 수 있다.

### 확장판 스테레오 믹스
독일판 《Something New》에는 6월 22일 스테레오 믹스의 편집본이 쓰였는데, 이전에 세 번 반복되던 후렴 기타 리브가 다섯으로 늘어났다. 이 버전은 1980년 미국 음반 《Rarities》에 등장한다. 어디서 편집되었는지 불분명하며 CD로 출시되지 않았다.

## 참여 인원
- 폴 매카트니 – 보컬, 베이스 기타
- 존 레논 – 어쿠스틱 리듬 기타
- 조지 해리슨 – 클래식 리드 기타
- 링고 스타 – 봉고, 클라베이스
- 조지 마틴 – 프로듀서

이언 맥도널드 제공

## 차트 성적
| 차트 (1965)                   | 최고 순위 |
| ----------------------------- | --------- |
| 벨기에 (울트라탑 50 플랑드르) | 10        |
| 미국 빌보드 핫 100            | 12        |
| 미국 캐쉬박스 탑 100          | 14        |

## 커트 코베인 버전
2015년 너바나의 프론트맨 커트 코베인이 부른 버전이 발견되어 그의 전기 영화 《커트 코베인: 몽타주 오브 헥》에 쓰인다. 또한 영화의 사운드트랙 음반 및 7일치 비닐 싱글에 담겨 출시되었다.
차트 성적
| 차트 (2015)                                | 최고 순위 |
| ------------------------------------------ | --------- |
| 미국 핫 싱글 세일 (빌보드)                 | 2         |
| 영국 피지컬 싱글 세일 (오피셜 차트 컴퍼니) | 2         |
| 영국 비닐 싱글 차트 (오피셜 차트 컴퍼니)   | 1         |

## 참고 문헌
- “And I Love Her”. 《The Beatles Bible》. 2008. 26 October 2008에 원본 문서에서 보존된 문서. 19 October 2008에 확인함.
- Babiuk, Andy (2002). 《Beatles Gear》. San Francisco: Backbeat Books. ISBN 0-87930-731-5.
- Ingham, Chris (2003). 《The Rough Guide to the Beatles》. Rough Guides. ISBN 1-84353-140-2.
- Lewisohn, Mark (1988). 《The Beatles Recording Sessions: The Official Abbey Road Studio Session Notes 1962–1970》. Great Britain: Hamlyn. ISBN 0-600-55784-7.
- MacDonald, Ian (2005). 《Revolution in the Head: The Beatles' Records and the Sixties》 Seco Revis판. London: Pimlico (Rand). ISBN 1-84413-828-3.
- Reins, Sacha (2009년 9월 26일). “Le duo de Carla et Harry Connick Jr”. 《ParisMatch.com》 (프랑스어).
- Sheff, David (2000). 《All We Are Saying》. St Martin's Griffin. ISBN 0-312-25464-4.
- Spitz, Bob (2005). 《The Beatles: The Biography》. Boston: Little, Brown. ISBN 0-316-80352-9.
- Unterberger, Richie (2006). 《The Unreleased Beatles: Music and Film》. San Francisco: Backbeat Books. ISBN 0-87930-892-3.
- Unterberger, Richie (2009). [(영어) https://www.allmusic.com/song/t819436 “Michelle”] |url= 값 확인 필요 (도움말). Allmusic. 2009년 6월 15일에 확인함.